# Portada/efemèride juny 16
Jean d'Ormesson
« 15 de juny · 16 de juny · 17 de juny »